# Saint John (fiume Canada)
Il Saint John è un fiume lungo 673 km (418 miglia), che attraversa la provincia canadese del Nuovo Brunswick e lo Stato statunitense del Maine. Lungo il suo corso costituisce per due volte il confine tra Canada e Stati Uniti. Il suo bacino ha una superficie di circa 55.000 km², di cui poco più della metà si trova nel Nuovo Brunswick. Il Saint John è anche il secondo fiume più lungo della costa atlantica del Nord America (quella compresa tra il fiume San Lorenzo e il fiume Mississippi) dopo il Susquehanna. 

## Descrizione

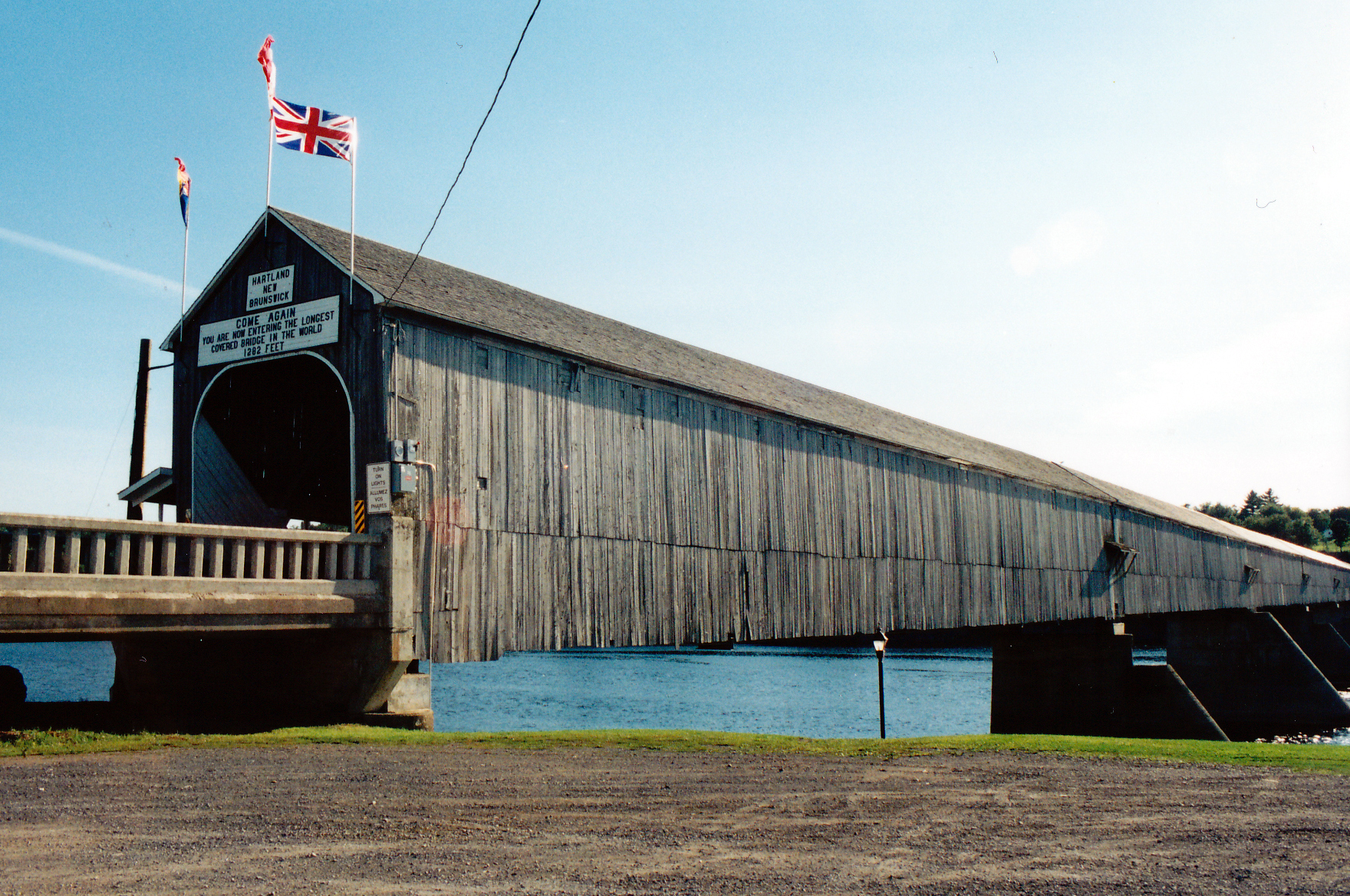
Il ponte di Hartland, il più lungo ponte coperto del mondo

Le sorgenti del Saint John si trovano nella Contea di Somerset nel nord-ovest del Maine. Nel primo tratto scorre verso nord-est, raggiungendo Fort Kent e Madawaska, dove svolta verso sud-est, passando poi tra Van Buren e St-Léonard. Vicino alle Grand Falls il fiume entra interamente nel Nuovo Brunswick e cambia direzione di flusso puntando verso sud, attraverso la fertile vallata omonima. Vicino ad Hartland, è stato costruito per oltrepassarlo il più lungo ponte coperto del mondo.
Più a Sud passa attraverso la capitale del Nuovo Brunswick, Fredericton (dove diventa navigabile), e la città militare di Oromocto. Poco dopo il fiume riceve acque dal Jemseg, emissario del Grand Lake.
Il Saint John sfocia quindi nella Baia di Fundy presso l'omonima città industriale.